# Tipula (Lunatipula) pachyprocta
Tipula (Lunatipula) pachyprocta is een tweevleugelige uit de familie langpootmuggen (Tipulidae). De soort komt voor in het Palearctisch gebied.